# Proteste in Polen 2023

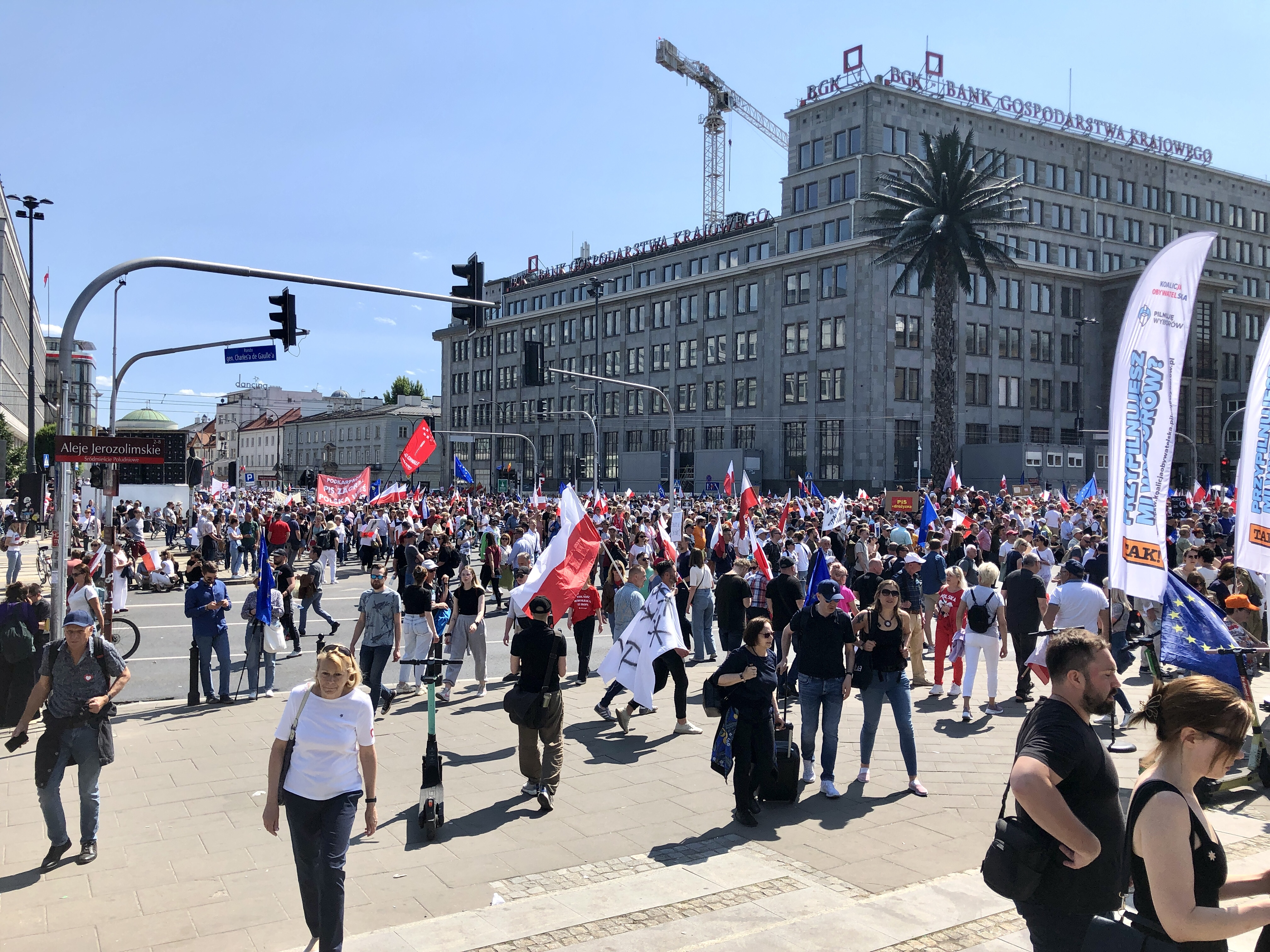
Demonstration für Freiheit und Demokratie in Warschau am 4. Juni 2023.

Die Proteste in Polen 2023 begannen im Oktober als Reaktion auf die Regierungspolitik der nationalkonservativen Partei Recht und Gerechtigkeit (PiS). Die Proteste, die von der Opposition organisiert wurden, zogen Hunderttausende Menschen an, die gegen die aktuelle Regierung und für einen politischen Wandel demonstrierten. Die Demonstrationen markierten einen gewichtigen Moment in der polnischen Politik, da sie kurz vor den Parlamentswahlen am 15. Oktober stattfanden und möglicherweise diese beeinflussten, indem sie dazu beitrugen, dass die Oppositionsparteien in den Monaten nach den Wahlen eine Mehrheit im Parlament bilden konnten und Tusk Ministerpräsident wurde.

## Verlauf
Die Proteste starteten am 1. Oktober 2023 mit einer Massendemonstration in Warschau. Die Veranstaltung, bekannt als der „Marsch der Millionen Herzen“, wurde von einem Oppositionsbündnis, darunter die Bürgerplattform (PO), organisiert. Die Demonstration zog eine beeindruckende Menge an, wobei die Stadtverwaltung von rund einer Million Teilnehmer sprach. Die polnische Polizei, die als regierungsnah gilt, schätzte die Teilnehmerzahl hingegen auf etwa 100.000.
Die Demonstranten, angeführt von Donald Tusk, dem Oppositionsführer und ehemaligen EU-Ratspräsidenten, äußerten ihren Unmut über die PiS und betonten die Notwendigkeit eines Regierungswechsels. Tusk erklärte, dass ein Wendepunkt in der Geschichte Polens naht. Der Protest diente als Mobilisierungsaktion vor den Parlamentswahlen am 15. Oktober 2023. Die Veranstaltung wurde als die größte Kundgebung in der Geschichte Warschaus bezeichnet.
Parallel zu den Demonstrationen in Warschau organisierte die PiS eine eigene Veranstaltung in Katowice. Regierungschef Mateusz Morawiecki sprach von zwei gegensätzlichen Visionen für Polen: einer polnischen Vision und einer deutschen Vision, die er mit Donald Tusk verband.
Die Proteste in Polen wurden von einem breiten Spektrum der Bevölkerung unterstützt, darunter viele, die die Regierung für ihre konservativen Werte, die unterdrückende Medienpolitik und das restriktive Abtreibungsrecht kritisieren. Die Opposition hoffte, durch die Proteste Wähler zu gewinnen und einen politischen Wandel herbeizuführen.

## Folgen
Die Demonstrationen hatten bedeutsame Auswirkungen auf die Parlamentswahlen in Polen am 15. Oktober 2023. Ein Bündnis aus Oppositionsparteien, angeführt von Donald Tusk, erreichte eine deutliche Mehrheit der Parlamentssitze und beendete damit die Regierung der nationalkonservativen PiS. Die Wahlen führten zu einer Koalition aus der Bürgerkoalition (KO), dem christlich-konservativen Dritten Weg und der Linken, die gemeinsam eine stabile Mehrheit bildeten.
Im Dezember wurde Tusk zum Ministerpräsidenten ernannt, nachdem Präsident Andrzej Duda ihn nominiert hatte. Die Proteste trugen dazu bei, die Unterstützung für die Opposition zu mobilisieren und ein politisches Klima zu schaffen, das einen Regierungswechsel begünstigte.